# 龙津溪
龙津溪发源于福建省泉州市安溪县员潭坑，后由北向南贯穿漳州市长泰县全境，于长泰县城东南折向西南方向，最后在龙文区郭坑镇与芗城区浦南镇交界处汇入福建省第二大江——九龙江北溪。龙津溪是九龙江北溪在漳州境内继九龙江西溪后的第二大支流。